# هنري فيكتور
هنري فيكتور، من مواليد 2 أكتوبر 1892، وتوفي بتاريخ 15 مارس 1945، هو ممثل بريطاني سينمائي، وشارك في عدة أفلام، ومنها فيلم اعترافات جاسوس نازي.